# Tomorrow Comes Today
Tomorrow Comes Today — первый релиз группы Gorillaz, выпущенный как мини-альбом в ноябре 2000 года. Первые три песни попали в их дебютный альбом, вместе с испанской версией песни «Latin Simone», спетой Ибраимом Феррером и названой «Latin Simone (¿Que Pasa Contigo?)». «12D3» можно найти на сборнике бисайдов G Sides.

## Музыкальный видеоклип
Видео заглавного трека, срежиссированное Джейми Хьюлеттом, включало, в первую очередь, неподвижные изображения членов группы на фоне реальных фотографий и замедленного видео лондонских улиц. Некоторые из рисунков анимированы, в особенности те, где 2D поёт. Видео заканчивается самой группой (а также с таблетками 2D от головной боли), быстролетящими через весь экран на зрителя, словно из-за «туннеля». Граффити, нарисованное Бэнкси, можно увидеть на протяжении всего видео (2D ссылается на это в книге Rise of the Ogre: «Вначале я хотел сделать его (граффити) похожим на работы, например, Бэнкси»). На видео несколько раз было показано изображение чешуйчатого тёмно-красного существа в стиле 25-го кадра, сообщая о том, что на сайте группы будет Сатана. Стилизованная голова утки — пасхальное яйцо в ранних видеороликах Gorillaz, можно обнаружить на руке Рассела. Это можно увидеть прямо перед показом видеоотрывков после панорамы улиц города. Это было первое видео Gorillaz, которое вдохновило их на создание полностью анимированного вида. В книге Rise of the Ogre 2D говорил о клипе так: «Удивительно, как молодо мы выглядим в клипе!».

## Список композиций
- CD CDR6545, 12" 12R6545

1. «Tomorrow Comes Today» — 3:13
2. «Rock the House» (Feat. Del tha Funkee Homosapien) — 4:10
3. «Latin Simone (¿Que Pasa Contigo?)» (Feat. Ибраим Феррер) — 3:37
4. «12D3» — 3:25

CD-издание также включает в себя видеоклип «Tomorrow Comes Today».